# 아빠하고 나하고
"아빠하고 나하고"는 1974년에 개봉한 대한민국의 영화이다.

## 캐스팅
- 김진규
- 전효진 : 정재수 역
- 박지영
- 백일섭
- 김순복
- 최창호
- 김용학
- 남방운
- 지방열
- 이예성
- 윤일주
- 임해림
- 조학자
- 박예숙
- 손전
- 지용남
- 장상범
- 최민
- 성명순
- 김승남
- 주상호
- 임문환
- 김진석
- 김은주
- 현주
- 최회영
- 지명순
- 고유정
- 강은숙
- 윤영원
- 유지훈
- 최윤희
- 전계화
- 이영수
- 권현수